# Vườn quốc gia Gobi Gurvansaikhan
Vườn quốc gia Gobi Gurvansaikhan (tiếng Mông Cổ: Говь Гурвансайхан байгалийн цогцолборт газар, tổ hợp tự nhiên ba vẻ đẹp của Gobi) là vườn quốc gia nằm ở phía nam Mông Cổ. Được thành lập vào năm 1993 và mở rộng thêm vào năm 2000, vườn quốc gia rộng gần 27.000 km vuông là vườn quốc gia lớn nhất Mông Cổ, với chiều dài từ đông sang tây là 380 km, bắc xuống nam là 80 km.
Vườn quốc gia được đặt theo tên của dãy núi Gurvan Saikhan có nghĩa là "ba vẻ đẹp". Điều này lấy từ ba tiểu khu được gọi là vẻ đẹp phương Đông, Trung tâm, và Tây. Dãy núi tạo thành nửa phía đông của vườn quốc gia.vVườn quốc gia có các cồn cát ấn tượng, nổi tiếng nhất trong số đó là Khongoryn Els có nghĩa là "Cồn cát biết hát". Một địa điểm du lịch nổi tiếng khác là hẻm núi Yolyn Am có cánh đồng băng quanh năm.

## Địa lý
Vườn quốc gia nằm ở rìa phía bắc sa mạc Gobi. Các khu vực có địa hình cao hơn là thảo nguyên và đạt độ cao tới 2.600 mét. 

## Động vật
Một số loài động thực vật quý hiếm được tìm thấy trong vườn quốc gia bao gồm cả báo tuyết, lạc đà hai bướu, cừu Argali, dê núi Siberia và kền kền râu. Dải phía đông của vườn quốc gia này là nhà của loài cắt Saker đang bị đe dọa tuyệt chủng.